# George Coulouris

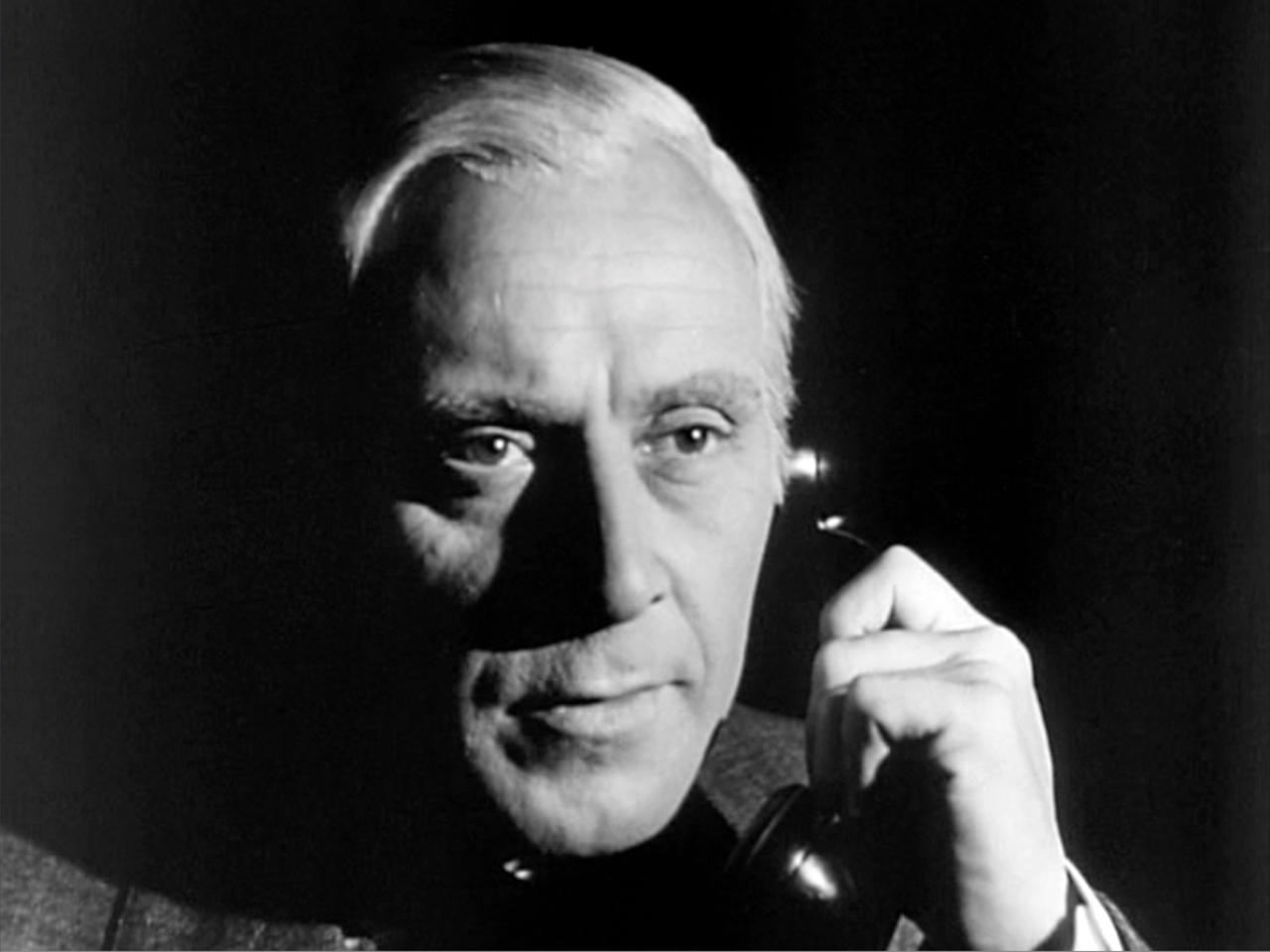
En Ciudadano Kane.

George Coulouris (1 de octubre de 1903-25 de abril de 1989) fue un importante actor inglés de cine y teatro. Nació en Salford, Lancashire (Inglaterra), fue criado ahí y en Urmston, Mánchester, y educado en la Manchester Grammar School. Su padre era un inmigrante griego y su madre era inglesa. Acudió a la Central School of Speech and Drama de Londres, en compañía de otros estudiantes tales como Laurence Olivier y Peggy Ashcroft. Su debut en la escena fue en 1926 con Enrique V en el teatro Old Vic, y en 1929 tuvo su primera aparición en el teatro de Broadway, sobre cuyos escenarios destacaría, entre otras piezas, en The Late Christopher Bean. Su debut cinematográfico en Hollywood tuvo lugar en 1933.
Un hito importante en su vida fue su encuentro con Orson Welles en 1936. Se unió a la compañía teatral de Welles Mercury Theatre, y representó a Marco Antonio en una adaptación moderna de la obra Julio César. Quizás su papel más famoso fue otra vez junto a Welles, en Ciudadano Kane (1941). Coulouris representó a Walter Parks Thatcher, el financiero parecido a J.P. Morgan. George Coulouris ganó un premio al mejor actor otorgado por la National Board of Review en 1941, por su actuación en Ciudadano Kane. Orson Welles fue el otro único actor de esa película en ganar el mismo premio.
Durante los años 30 y 40 fue una figura habitual de la escena y de la pantalla, protagonizando su propia producción en Broadway de Ricardo III en 1943. Sus películas de este período incluyen For Whom the Bell Tolls (Por quién doblan las campanas) (1943), Mrs. Skeffington 1944) y Watch on the Rhine (Alarma en el Rhin) (1943). Tuvo también una notable actuación como Robert de Baudricourt en la película en Technicolor, Juana de Arco (1948), protagonizada por Ingrid Bergman.
Coulouris volvió al Reino Unido en los años 50, pero siguió trabajando en cine, teatro y producciones televisivas. Su trabajo teatral fue el más valorado, e incluye el papel protagonista de El rey Lear en el Glasgow Citizens' Theatre (1952); un papel en Un enemigo del pueblo, de Henrik Ibsen; el papel de Peter Flynn en The Plough and the Stars, de Sean O'Casey; una parte en La danza de la muerte, de August Strindberg; Big Daddy en La gata sobre el tejado de zinc, de Tennessee Williams; y el estreno en Broadway de Los secuestrados de Altona, de Jean-Paul Sartre.
Sus films posteriores incluían participaciones en la serie de películas Doctor in the House, Papillon, una biografía de Gustav Mahler, The Long Good Friday, Arabesque y Asesinato en el Orient Express. A lo largo de su vida trabajó en unas ochenta películas.
También tuvo numerosas intervenciones en la radio, y entre sus papeles televisivos se incluyen participaciones en Danger Man y The Prisoner (El prisionero), así como una aparición como Arbitan en el episodio de 1964 "The Keys of Marinus" de la serie Doctor Who.
Estuvo casado con Louise Franklin (1930-1976) y con Elizabeth Donaldson (1977-1989). Falleció el 25 de abril de 1989 en Londres, a causa de una enfermedad cardiovascular secundaria a una enfermedad de Parkinson.
George Coulouris es el padre del científico informático George Coulouris y de la artista Mary-Louise Coulouris.